# 아스테릭스

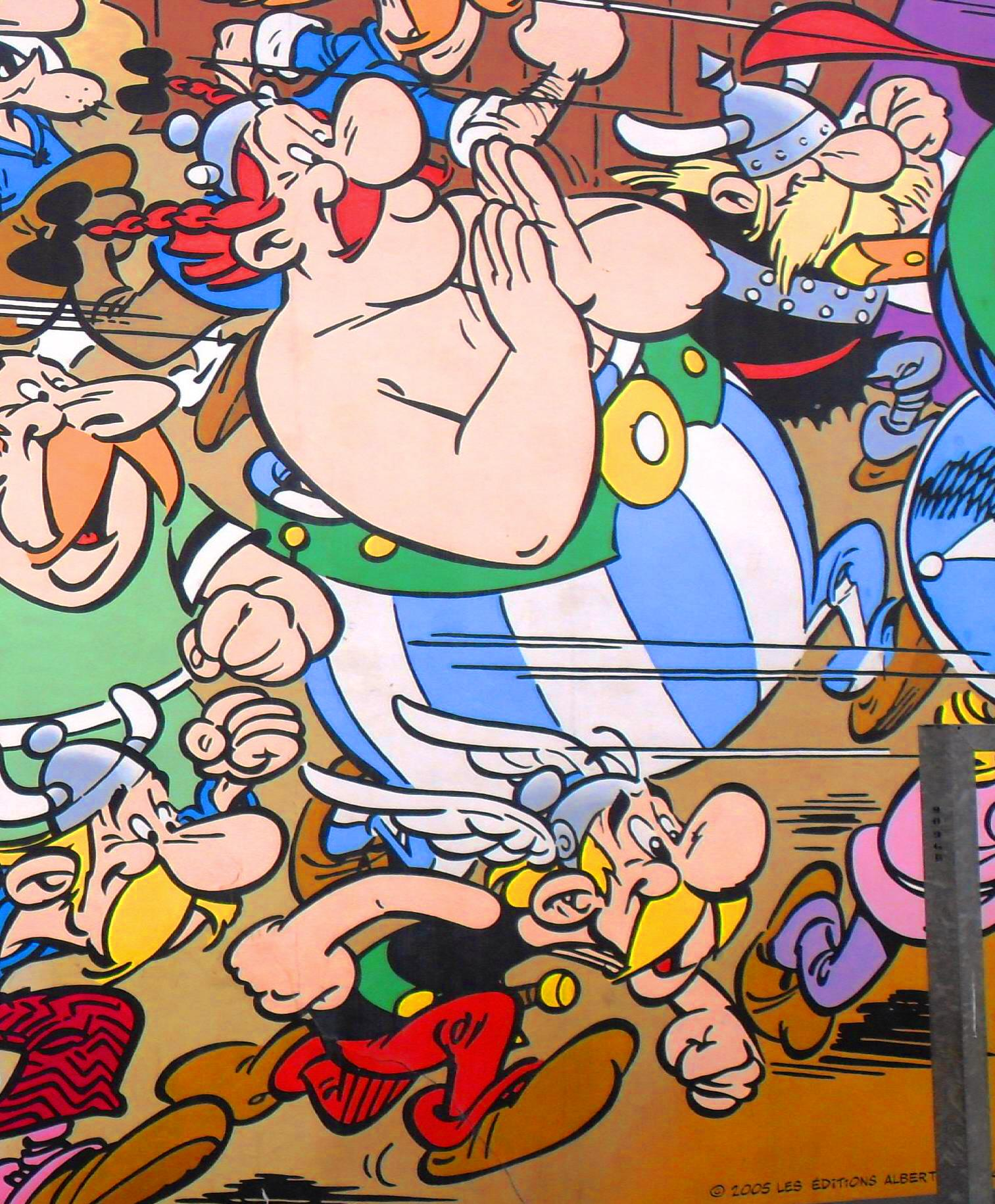

《아스테릭스》(프랑스어: Astérix or Astérix le Gaulois, 영어: Asterix)는 프랑스의 르네 고시니가 쓰고 알베르 우데르조가 그린 만화로, 1959년 10월 29일 프랑스의 만화 잡지 삘로뜨(Pilote)에 처음 발표되었다. 1977년 고시니가 사망하고 나서는 우데르조가 혼자 만화를 그리고 있다. 로마군과 싸우는 켈트족 전사들의 이야기이다.
2009년을 마지막으로 총 34권이 출판되었다. 대한민국에서는 문학과지성사에서 2001년부터 2008년에 걸쳐 33권까지 간행하였으며, 2013년 3월에 최종권인 34권을 출판함으로써 완간되었다.

## 등장인물

### 켈트족

#### 갈리아또는골(프랑스)
- 아스테릭스 키작은 꾀돌이 전사. 마법 물약을 마시면 힘이 세진다.
- 오벨릭스 아스테릭스의 가장 친한 친구. 직업은 선돌 배달부. 어렸을 적 물약통에 빠져 평생 그 효과를 보게 됐다. 애완견 이데픽스를 항상 데리고 다닌다.
- 파노라믹스 드루이드교 사제. 여러 가지 물약과 시약을 만들 수 있는데, 특히 '마법 물약'은 초인적인 힘이 생기는 해 아스테릭스를 비롯한 골족(族) 사람들이 많이 이용함을 볼 수 있다.
- 아브라라쿠르식스 마을의 대장. 항상 하늘이 무너질까봐 걱정한다. 방패꾼들이 드는 방패를 타고 이동하는 게 보통인데, 대장치곤 굴러떨어질 때가 많다. 《아스테릭스와 무적의 방패》편에서 이 방패는 베르생제토릭스의 것이었는데 로마군(軍)에 의해 결국 아브라라쿠르식스에게 흘러들어가게 된 사실이 밝혀진다.
- 골라골라트릭스 마을의 생선가게 주인. 자기 생선을 함부로 다루면 참지를 못한다. 종종 오토마틱스와 싸우는 걸 볼 수 있으며, 결국 이 싸움이 골족 사람들의 싸움으로 번지기도 한다.
- 자바자바린느 골라골라트릭스의 아내.
- 아메릭스 오벨릭스의 사촌형. 《아스테릭스, 황금낫을 찾아라》편에 등장. 로마군에 의해 감금됐다가 아스테릭스와 오벨릭스의 도움으로 재회한다.
- 아즈카노닉스 마을의 노병. 실력도 얼마 안 되면서 허세만 대단하다. 그의 아내는 오벨릭스가 사랑할 만큼 미인이다.
- 아쉬랑스투릭스 자칭 최고의 음유시인이라고 하나, 듣는 이들은 못 들어주겠다고 생각한다. 그 때문인지 종종 오토마틱스에게 맞으며 이야기의 끝 부분에선 줄에 묶여 잔치에 참여하지 못 하는 경우가 허다하다. 《아스테릭스, 라하자드 왕국에 가다》편에선 노래를 불러 왕국에 비를 내린 적도 있으며, 《아스테릭스와 신(神)들의 전당》에선 신들의 전당에서 돼지 멱따는 소리로 노래해 로마인들을 전부 내쫓은 적도 있다. 노래가 무거운지 이따금씩 음표를 쓸어내는 경우가 있다. 자신의 재능을 이해하지 못하는 마을 사람들을 야만인이라 부르며 화를 낸다.
- 오토마틱스 갈리아 마을의 대장장이. 아쉬랑스투릭스가 노래만 부르려 하면 항상 때린다. 골라골라트릭스와는 사이가 별로 좋지 않아 자주 싸운다.
- 홀리데익스 루테시아에 사는 아브라라쿠르식스의 조카. 노르만인들에게 잡히게 된다.
- 베르생제토릭스 갈리아의 영웅. 율리우스 카이사르에게 패해 무기를 내려놓은 후 처형당한다.

#### 브르통(영국)
조리퐁락스 칸티움의 한 작은 마을에 살고 있는 브로통인. 로마군에 저항하기 위해 마술 물약을 가지러 골에 있는 그의 사촌 아스테릭스를 만나러 간다. 마을까지 마술 물약을 가지고 가는 동안 온갖 모험을 겪는다.
크린락스 조리퐁락스의 친구로, 런더니움에서 골의 항아리 라는 여인숙을 운영한다. 오벨릭스와 런더니움 탑에 갇히지만 오벨릭스의 도움으로 탈옥한다.
젠틀락스 크린락스의 사촌. 여인숙을 운영한다.
얼떠리락스 럭비 선수. 부상을 당해 치료를 받던 중 마술 물약을 마시게 된다.
젠틀탁스 <로마군이 된 아스테릭스>에 나오는 인물로, 로마군에 입대한다.

### 라틴족

#### 로마제국(이탈리아)
- 율리우스 카이사르 갈리아의 모든 지방을 점령하고도 아스테릭스가 사는 작은 마을을 빼앗지 못해 골머리를 썩고 있다.
- 카이우스 보누스 《골족(族)의 영웅, 아스테릭스》편에 나오는 '프티보눔' 지방의 백부장. 마법 물약을 이용해 자신의 충성스런 오른팔 마르쿠스 사카푸스를 배신하고 홀로 황제가 되려 했으나, 결국 파노라믹스의 스프를 마시고 수염이 잔뜩 나 일을 그르치고 몽골 지방으로 보내진다.
- 마르쿠스 사카푸스 《골족의 영웅, 아스테릭스》편에 등장하는 카이우스 보누스의 충성스런 오른팔. 속으론 마법 물약을 이용해 카이우스 보누스를 배신하고 혼자 황제가 되려 했으나, 결국 카이우스 보누스가 일을 그르쳐 실패한다.
- 칼리굴라 미누스 《골족의 영웅, 아스테릭스》에 나오는 '프티보눔' 지방의 키 작은 병사. '로마의 놀이'에서 술래가 돼 골족 포로로 변장한 뒤 스파이로 아스테릭스가 사는 마을에 들어간다. 마법 물약까지 먹었지만, 골족 마을 특유의 축제 놀이로 결국 정체가 밝혀진다.
- 툴리우스 옥토푸스 《골족의 영웅, 아스테릭스》편에 등장하는 덩치 큰 로마군(軍) 병사. 골족 마을의 사제 파노라믹스를 납치하는가 하면, 파노라믹스가 지시하는 마법 물약을 만들기 위해 그리스 상인으로부터 금값을 주고 딸기를 구해오기도 해 카이우스 보누스에게 원형 경기장 관람권을 받았다.
- 카이우스 코집투스 《글래디에이터가 된 아스테릭스》편에 등장하는 검투사 조련사.
- 스포츠티우스 《아스테릭스, 올림픽에 나가다》편에 등장하는 로마 팀 대표선수이자 병사. 골족 사람들에 의해 사기가 떨어져 올림픽에서 우승하진 못 했지만 후에 백부장으로 승진한다.
- 출세리우스 《아스테릭스, 올림픽에 나가다》편에 등장하며 스포츠티우스의 코치 겸 감독이자 백부장으로, 후에 올림픽에서 승리한 아스테릭스의 도움을 받아 스포츠티우스와 함께 사령관으로 승진한다.
- 랑겔루스 《아스테릭스, 마을의 대결투》편에 등장하는 로마의 장군. 자신의 영리한 보좌관 페르클루스와 로마에 저항하지 않고 로마의 풍습을 받아들이려 하는 골족 족장 세룸 콩크리트릭스를 이용해 골족 마을을 점령하려 했다. 아브라라쿠르식스와 콩크리트릭스와 대결을 붙여 콩크리트릭스가 우승하면 그와 페르클루스를 검투장으로 보내버리려고 했으나, 우여곡절 끝에 마법 물약을 마신 아브라라쿠르식스에 의해 콩크리트릭스는 결투에서 지고 결국 페르클루스와 함께 줄행랑 친다.
- 미우무스 이간질리우스 《아스테릭스와 로마군 스파이》편에 나온 로마군 간첩. 마을에 내분을 일으키지만 늘 그렇듯 실패하고 검투장의 사자들에게 던져지는 불쌍한 신세가 된다.
- 마르쿠스 브루투스 로마의 장군으로 카이사르의 총애를 받는다. 《아스테릭스, 올림픽에 나가다》에서 잠깐 출연했으며 후에 카이사르를 시해한다.
- 카이우스 졸리기부스 《아스테릭스와 무적의 방패》편에 등장하는 게으름뱅이 로마군. 어찌나 게으름뱅이인지 15년간 진급을 한 번도 못 했다고 한다. 호민관 뒤틀리우스 잡동사니우스로부터 오베르뉴인(人)으로 변장해 베르생제토릭스의 방패에 대한 정보를 캐내오라는 명령을 받았지만, 포도주에 잔뜩 취해 오히려 미슐랭우스의 정보를 아스테릭스에게 알려주고 감옥에 갇힌다. 후에 카이사르의 눈에 띄어 운좋게 백부장으로까지 승진하는 파란만장한 병사.
- 풍선부러푸스 《아스테릭스와 무적의 방패》편에 등장하는 딸기코의 백부장. 허가 없이 군대를 떠났던 로마군 병사 마르쿠스 포커우스를 눈 감아 준다는 조건으로 베르생제토릭스의 방패를 갖게 되나, 오베르뉴의 상인 알랑빅스에게 포도주 한 항아리를 받고 팔아버린다. 나중에는 졸리기부스와 함께 포도주를 퍼마시다 술에 취하고 얼떨결에 제르고비 주둔부대 대장으로 승진한다.
- 류마티우스 미슐랭우스, 마르쿠스 포커우스 《아스테릭스와 무적의 방패》편에 등장하는 두 병사들로 현재는 제대해 각자 바퀴 장사와 음식점 경영을 하고 있다. 미슐랭우스는 당시 아무도 건드릴 생각을 못 한 베르생제토릭스 방패를 갖고 가려 한 병사로 노름에 빠진 나머지 마르쿠스 포커우스와의 노름에서 결국 방패를 잃는다. 한편 미슐랭우스로부터 방패를 갖게 된 마르쿠스 포커우스는 백부장 풍선부러푸스에게 정체가 발각돼 다시 방패를 넘기고, 이 방패는 오베르뉴의 상인 알랑빅스를 거쳐 최종적으로 골족 마을의 대장 아브라라쿠르식스가 소유한다.
- 카이우스 긴코푸리우스 《아스테릭스와 예언자》에 등장하는 긴 코를 가진 특이한 외모의 백부장. 주사위를 던져 그 수를 맞추는 것으로 예언자를 시험했는데 우연히 예언자가 그 수를 맞추자 엉터리가 아닌 것으로 착각, 그를 이용해 골족 마을을 정복하고 카이사르의 자리까지 넘보려 했다. 그러나 실패해서 골족 마을 사람들에게 흠씬 두들겨맞은 감찰관 클로디우스 블랙쿠스에게 강등당해 일개 병사가 되고 만다.
- 튈리우스 걸리보로부스 《아스테릭스와 두 쪽난 마을》에 등장하는 백부장. 또다른 골족 마을 사람인 어물트리트릭스가 잘못 갖다 준 가짜 마법 물약을 마신 후 골족 마을을 점령하려 했으나 가짜 약의 효과로 몸이 부풀어 아스테릭스 일행에게 참패한다.

### 게르만족

#### 고트(독일)
- 텔레비릭 《아스테릭스, 고트족(族) 국경을 넘다》에 등장하는 고트족 마을의 대장. 파노라믹스를 잡아와 그의 마법을 이용하려 했으나 완고한 파노라믹스의 태도에 실패하고, 바꾸리데릭의 반란에 휘말리게 된다.
- 쿠테타리크
- 바꾸리데릭 골족 언어 통역사. 고트족끼리 서로 권력싸움을 하게 하려는 파노라믹스의 계략에 휘말려, 마법 물약을 먹고 반란을 일으켜 대장 자리를 빼앗았으나 대장 자리를 노리는 또다른 동족들과 싸우게 된다.
- 제너럴 일렉트릭 고트족 청소부. 파노라믹스의 마법 물약을 마시고 단숨에 대장 자리에 오르려 하였다.
- 파쇼모아클릭 아내한테 꼼짝못하는 공처가로 마법 물약을 마시고 일렉트릭과 싸웠다.
- 시시리크, 사소리크
- 뿌셔뿌셔리크
- 치매리크, 이크리크

#### 노르만(북유럽)
- 울라프 그로스바프 노르만족의 우두머리.

#### 벨기에
당시에 여기는 게르만족이 아니라 켈트족이다.
- 일흔여섯식스
- 타르릭스
- 얀반아이크식스

### 이집트인(이집트)
- 클레오파트라 카이사르의 애인이자 이집트의 여왕. 《아스테릭스, 클레오파트라를 만나다》편에 나온다.
- 누메로비스 《아스테릭스, 클레오파트라를 만나다》에 등장하는 알렉산드리아의 건축가로 클레오파트라로부터 궁전을 3개월 만에 지으라는 특명을 받았다.
- 아몽포비스 누메로비스의 라이벌. 누메로비스를 악어밥으로 만들기 위해 여러 가지
- 테니스코트니스《로마군이된 아스테릭스》에 등장하는 사람으로 로마군 사령부를 여인숙으로 착각해 로마군에 입대하게 되었다.

## 작품 목록
한국어판은 문학과지성사에서 독점 출판하고 있다. 2008년에 33권까지 한국어판이 나온 이후 2009년에 34권 "Asterix and Obelix's Birthday: The Golden Book"이 출판되었으나, 오랫동안 한국어판으로는 나오지 않다가 2013년에 와서야 비로소 《아스테릭스, 생일 축하해!》라는 제목으로 번역되었다.
- 01권 《골족(族)의 영웅, 아스테릭스》
- 02권 《아스테릭스, 클레오파트라를 만나다》
- 03권 《글래디에이터가 된 아스테릭스》
- 04권 《아스테릭스, 바이킹을 물리치다》
- 05권 《아스테릭스, 올림픽에 나가다》
- 06권 《아스테릭스, 신대륙을 발견하다》
- 07권 《아스테릭스, 고트족(族) 국경을 넘다》
- 08권 《아스테릭스, 황금 낫을 찾아라》
- 09권 《아스테릭스와 골의 12보물》
- 10권 《아스테릭스, 마을의 대결투》
- 11권 《아스테릭스, 영국에 가다》
- 12권 《로마군(軍)이 된 아스테릭스》
- 13권 《아스테릭스와 무적의 방패》
- 14권 《아스테릭스, 솥단지를 채워라》
- 15권 《아스테릭스, 스페인에 가다》
- 16권 《아스테릭스와 로마군 스파이》
- 17권 《아스테릭스, 스위스에 가다》
- 18권 《아스테릭스와 신(神)들의 전당》
- 19권 《아스테릭스와 카이사르의 월계관》
- 20권 《아스테릭스와 예언자》
- 21권 《아스테릭스, 코르시카에 가다》
- 22권 《아스테릭스와 카이사르의 선물》
- 23권 《오벨릭스 선돌 판매 회사》
- 24권 《아스테릭스, 벨기에에 가다》
- 25권 《아스테릭스와 두 쪽 난 마을》
- 26권 《아스테릭스의 오디세이아》
- 27권 《아스테릭스의 아기》
- 28권 《아스테릭스, 라하자드 왕국에 가다》
- 29권 《장미와 검(劍)》
- 30권 《오벨릭스의 수난》
- 31권 《아스테릭스와 라 트라비아타》
- 32권 《아스테릭스, 골 마을의 개학》
- 33권 《아스테릭스, 하늘이 무너지다》
- 34권 《아스테릭스, 생일 축하해!》

## 영화
1999년에 오리지널 스토리로 'Claude Zidi'가 감독한 'Asterix & Obelix vs. Caesar (Astérix et Obélix contre César)'가 있으며, 2002년엔 《아스테릭스, 클레오파트라를 만나다》편이 'Alain Chabat'이 감독한 'Asterix & Obelix: Mission Cleopatre (Astérix et Obélix: Mission Cléopâtre)'라는 제목으로 실사 영화화돼 개봉했다. 또 실사로 'Frédéric Forestier'와 'Thomas Langmann'이 감독한 영화 'Asterix at the Olympic Games (Astérix aux Jeux olympiques)'은 2008년 개봉했는데 7800만유로를 쏟아부어 '가장 많은 돈을 쓴 영화'라는 말이 붙은 데다가 프랑스 축구의 전설인 지네딘 지단을 출연시켰음에도 불구하고 유럽 각국에서 흥행에 참패했다.

## 같이 보기
- 물약
- 로마령 갈리아